# Emily Wickersham
Emily Wickersham (ur. 26 kwietnia 1984 w Mamaroneck w stanie Nowy Jork) – amerykańska aktorka. Występowała w roli Rhiannon Flammer w serialu telewizyjnym Rodzina Soprano oraz Eleanor Bishop w serialu telewizyjnym Agenci NCIS.

## Życie prywatne

### Rodzina
23 listopada 2010 wyszła za mąż za Blake Hanleya. Ślub odbył się na Florida Keys. 

## Filmografia

### Filmy fabularne
- 2012: Zaginiona (Gone) jako Molly Conway
- 2011: Jestem numerem cztery (I Am Number Four) jako Nicole

### Seriale TV
- 2013-: Agenci NCIS (Navy NCIS: Naval Criminal Investigative Service) jako Eleanor „Ellie” Bishop
- 2009: The Bridge jako Kate Millwright (gościnnie)
- 2011: Plotkara (The Gossip Girl) jako Leading Lady (gościnnie)
- 2009: Trauma jako Jessica (gościnnie)
- 2009: Znudzony na śmierć (Bored to Death) jako Emily (gościnnie)
- 2009: Prawo i porządek: Zbrodniczy zamiar jako Ceci Madison (gościnnie)
- 2007: The Gamekillers jako The Girl (gościnnie)
- 2007: The Bronx Is Burning jako Suzy Steinbrenner (gościnnie)
- 2006-2007: Rodzina Soprano (The Sopranos) jako Rhiannon Flammer
- 2006: Parco P.I. jako Grace Carr (gościnnie)
- 2006: Late Show with David Letterman jako Jules (gościnnie)